# 大武口站
大武口站，位于中华人民共和国宁夏回族自治区石嘴山市大武口区，是平汝铁路上的火车站，建于1959年，由兰州局集团管辖。目前客运业务有银川站发汝箕沟站的7524/7525、7526/7523次列车。

## 歷史
1959年5月，潮石支线建设工程开始，自包兰线潮湖站（今平罗站）引出、经过大武口入贺兰山中的石炭井矿区终于大磴沟站。大武口站按照最初计划是联轨编组站、引出汝箕沟支线，但在修建过程中计划变更，汝箕沟支线改为自石炭井所在的大磴沟站联轨，大武口站改为中间站。但随后因各种原因，大武口站又被改为编组站，设计到发线11股，另有机走线、客车底停留线、站修线、转向三角线、货物线4条。货物线服务大武口洗煤厂、炼钢厂、发电厂等企业。
2020年，为应对资源枯竭和城市转型，石嘴山市与兰州局集团协调，对对大武口火车站14道客运设施改造，意图打造石嘴山工业旅游产业。
旧大武口站站房停止使用并列入石嘴山市工业遗产进行保护。
新大武口站使用大武口洗煤厂旧址，新建客运站房512.38平方米，生产附属用房2500平方米，其中候车室237平方米，能容纳230人，并拆除重建了线路。
新站月台全部使用与车门地台齐高站台。
新车站在9月15日投入使用。

## 外部連結
- 中国铁路客户服务中心（页面存档备份，存于）